# 데아이몬
데아이몬(일본어: であいもん)는 아사노 린이 원작한 일본의 만화이다. 『영 에이스』(KADOKAWA)에서 2016년 5월호부터 연재 중.
「데아이몬」이라는 말 자체는 교어로 「식재료끼리 어울림으로써 서로의 좋은 점을 끌어내는, 배합이 좋은 음식」이라는 의미를 가진다.

## 줄거리
도쿄에서 10년동안 밤만쥬라는 이름의 밴드로 활동하던 나고무는 동료들의 해산 선언과 아버지의 입원소식에 고향으로 돌아간다.
교토의 화과자집이라는 가업을 이을 셈으로 돌아갔건만 아버지의 병세는 별것 아니었으며 이미 "이츠카"라는 이름의 소녀를 후계자로 점찍어 놓았다고 선언하는데...